# Orden de Sikatuna
La Orden de Sikatuna (Filipino: Orden ni Sikatuna) es la orden nacional del mérito diplomático de la República de Filipinas. Se confiere a las personas que hayan prestado servicios excepcionales y meritorios a esta república, y también a diplomáticos, funcionarios y ciudadanos extranjeros que hayan prestado servicios notables en la promoción, desarrollo y fortalecimiento de las relaciones entre su país y Filipinas. Esta condecoración es otorgada por la Secretaría de Relaciones Exteriores, en nombre del Presidente.

## Los grados y distinciones
| Cinta   | Cinta   | Cinta      | Cinta        | Cinta     |
| ------- | ------- | ---------- | ------------ | --------- |
| Miembro | Oficial | Comandante | Gran Oficial | Gran Cruz |

- Gran Collar (Rajá) – Reservada a Jefes de Estado y/o de gobierno.
  - Haile Selassie.
  - Bhumibol Adulyadej.
  - Mahendra de Nepal.[1]
  - Dwight D. Eisenhower
- Gran Cruz (Datu) –
- Gran Oficial (Maringal na Lakan) –
- Comendador (Lakan) –
- Oficial (Maginoo) –
- Miembro (Maharlika) –

## Historia
Esta Orden fue establecida por el Presidente de Filipinas Elpidio Quirino el 27 de  febrero de 1953.
Conmemora el Sandugo, primer tratado internacional de  amistad entre el cacique de Bohol, Datu Sikatuna y el conquistador español Miguel López de Legazpi.
Este artículo emplea textos de  dominio público de la biblioteca del Congreso de Filipinas.